# اس‌ام یوبی-۱۳۳
اس‌ام یوبی-۱۳۳ (به انگلیسی: SM UB-133) یک زیردریایی بود که طول آن ۵۵٫۸۳ متر (۱۸۳٫۲ فوت) بود. این زیردریایی در سال ۱۹۱۸ ساخته شد.